# Hilberts 24. Problem
Hilberts 24. Problem ist ein mathematisches Problem, dessen Formulierung in David Hilberts Nachlass gefunden wurde und als Ergänzung von Hilberts Liste von 23 mathematischen Problemen gilt. Hilbert stellt hier die Frage nach Kriterien bzw. Beweisen dafür, ob ein Beweis der einfachste für ein mathematisches Problem ist.

## Vorgeschichte
David Hilbert hat im August 1900 auf dem 2. Internationalen Mathematiker-Kongress in Paris über Forschungsschwerpunkte referiert und im Herbst desselben Jahres 23 Probleme veröffentlicht. Im Oktober 2000 berichtete der Wissenschaftshistoriker Rüdiger Thiele von der Universität Leipzig, er habe im Nachlass Hilberts ein 24. Problem gefunden.

## Text
Die Eintragung lautet nach Teun Koetsier (Universität Amsterdam) (deutscher Originaltext, teilweise im Faksimile):
„Als 24stes Problem in meinem Pariser Vortrag wollte ich die Frage stellen: Kriterien für die Einfachheit bez. Beweis der grössten Einfachheit von gewissen Beweisen führen. Ueberhaupt eine Theorie der Beweismethoden in der Mathematik entwickeln. Es kann doch bei gegebenen Voraussetzungen nur einen einfachsten Beweis geben. Ueberhaupt, wenn man für einen Satz 2 Beweise hat, so muss man nicht eher ruhen, als bis man sie beide aufeinander zurückgeführt hat oder genau erkannt hat, welche verschiedenen Voraussetzungen (und Hülfsmittel) bei den Beweisen benutzt werden: Wenn man 2 Wege hat, so muss man nicht bloss diese Wege gehen oder neue suchen, sondern dann das ganze zwischen den beiden Wegen liegende Gebiet erforschen. Ansätze, die Einfachheit der Beweise zu beurteilen, bieten meine Untersuchungen ueber Syzygien und Syzygien zwischen Syzygien. Die Benutzung oder Kenntnisse einer Syzygie vereinfacht den Beweis, dass eine gewisse Identität richtig ist, erheblich. Da jeder Process des Addierens Anwendung des commutativen Gesetzes der Addition ist – dies immer geometrischen Sätzen oder logischen Schlüssen entspricht, so kann man diese zählen und z. B. beim Beweis bestimmter Sätze in der Elementargeometrie (Pythagoras oder ueber merkwürdige Punkte im Dreieck) sehr wohl entscheiden, welches der einfachste Beweis ist.“

## Heutige Perspektive
Aufgrund der vagen Formulierung des Problems ist es weniger als präzise Problemstellung, sondern eher als Forschungsidee zu verstehen. Aus dem Originaltext lassen sich einige auch in der heutigen Forschung präsente Fragestellungen herauslesen.
- Wie kann die Einfachheit von Beweisen definiert werden?
- Wie kann ein einfachster Beweis eines Satzes gefunden werden?
- Wie kann eine Theorie von mathematischen Beweisen und deren Komplexität entwickelt werden?
- Welche verschiedenen Voraussetzungen können zum Beweis eines Satzes herangezogen werden?
- Können je zwei Beweise desselben Satzes ineinander überführt werden?

Diese Fragen werden heute im erweiterten Rahmen der Logik und der Beweistheorie behandelt.
Die Frage nach nötigen Voraussetzungen ist zentraler Gegenstand der reversen Mathematik.
Tatsächlich kann in der Homotopietypentheorie, einer alternativen Axiomatisierung der Mathematik, ein präziser Begriff von „Gleichheit“ von Beweisen definiert werden. Es gibt Sätze, die im Sinne der Homotopietypentheorie mindestens zwei verschiedene Beweise haben.